# Шлях до «Сатурна»
«Шлях до „Сатурна“» — радянський художній фільм 1967 року, знятий за документальною повістю Василя Ардаматського «„Сатурна“ майже не видно». Фільм є першою частиною трилогії, друга — «Кінець „Сатурна“», третя — «Бій після перемоги».

## Сюжет
Групі радянських розвідників вдається потрапити в німецький центр шпигунства «Сатурн», що здійснює підривну діяльність на московському напрямку. Доступ до секретної інформації супротивника дозволяє радянським таємним агентам успішно виконувати завдання командування…

## У ролях
- Валентина Ананьїна — епізод
- Михайло Волков — Сергій Крилов / Михайло Євгенович Крамер
- Григорій Гай — офіцер «Сатурна», Михайло Миколайович Андронов
- Михайло Глузський — капітан Сівков
- Олег Голубицький — офіцер абвера
- Микола Граббе — Ольховиков
- Олександра Данилова — жінка у військкоматі
- Георгій Жжонов — генерал Микола Іванович Тимерін
- Володимир Кашпур — лейтенант Бударін
- Ервін Кнаусмюллер — німецький майор
- Євген Кузнецов — генерал Симаков
- Людмила Максакова — радистка в «Сатурні», Софі Краузе
- Володимир Муравйов — Завгородній
- Дмитро Орловський — партизан (потрапив в полон разом з Крамером)
- Андрій Петров — епізод
- Володимир Покровський — офіцер «Сатурна», полковник фон Клеє
- Микола Прокопович — офіцер «Сатурна», майор Вільгельм
- Віктор Речман — німецький диверсант
- Алевтина Рум'янцева — епізод
- Людмила Шапошникова — офіцер «Сатурна», капітан Герта Шенеман
- Валентина Тализіна — Надя
- Володимир Тихонов — епізод
- Аркадій Толбузін — генерал Дробот
- Віктор Уральський — епізод
- Володимир Ферапонтов — Грибков
- Борис Юрченко — Черненко
- Геннадій Юхтін — Іван Суконцев
- Леонід Чубаров — епізод

## Знімальна група
- Автори сценарію:  Василь Ардаматський,  Михайло Блейман,  Вілен Азаров
- Режисер:  Віллен Азаров
- Оператор: Марк Дятлов
- Художник:  Семен Ушаков
- Композитор:  Олександр Флярковський